# Heterolepidotus
Heterolepidotus is een geslacht van uitgestorven straalvinnige beenvissen, behorend tot de orde Amiiformes, familie Caturidae.
Het geslacht werd in 1872 benoemd door Philip de Malpas Grey Egerton. De typesoort is Heterolepidotus latus. De geslachtsnaam betekent 'andere Lepidotus'. De soortaanduiding betekent 'de brede'. Het holotype is BMNH 38118.
Het was een nektonische carnivoor, die leefde in Europa tussen het Midden-Trias (exemplaren in Oostenrijk en Luxemburg) en het Vroeg-Jura (ongeveer 240 - 190 miljoen jaar geleden; exemplaren in Frankrijk en het Verenigd Koninkrijk), in totaal dertien exemplaren verdeeld over tien collecties.

## Taxonomie
- Heterolepidotus angulati Deecke, 1888
- Heterolepidotus cephalus (Kner, 1866) Woodward, 1895 = Pholidophorus cephalus Kner 1866
- Heterolepidotus dorsalis (Kner, 1866) = Allolepidotus dorsalis, Pholidophorus dorsalis Kner 1866
- Heterolepidotus latus Egerton, 1872
- Heterolepidotus parvulus Gorjanovic-Kramberger, 1905
- Heterolepidotus pectoralis Bellotti, 1857
- Heterolepidotus rhombifer (Agassiz, 1836) Gardiner, 1960 = Semionotus rhombifer Agassiz 1836
- Heterolepidotus serratus (Bellotti, 1857)
- Heterolepidotus serrulatus (Agassiz, 1844) Woodward, 1895 = Lepidotus serrulatus Agassiz, 1844
- Heterolepidotus striatus (Agassiz, 1844) Woodward, 1895 = Semionotus striatus Agassiz 1844